# Oscar Baumann
Oscar Baumann (Viena, 1864 – Viena, 1899) fue un explorador, cartógrafo y etnógrafo austriaco que recorrió varias regiones del África Oriental.

## Biografía

### Primeros años
Oskar Baumann era hijo del empleado bancario Heinrich Baumann y de Josepha, de soltera von Orosz. Fue a la escuela secundaria y al instituto en Viena, asistió a cursos de geografía e historia natural en la Universidad de Viena y estudió topografía en el Instituto Geográfico Militar.
A los 19 años, Baumann viajó a zonas poco exploradas de Montenegro. Los estudios y mapas que trajo consigo le llevaron a ser incluido en la expedición austríaca al Congo (1885-1887), que debía explorar la cuenca del río Congo, dirigida por Oskar Lenz y en la que también participó el ornitólogo Friedrich Bohndorff. Baumann tuvo que regresar antes de tiempo debido a una enfermedad, pero logró completar el primer mapeo utilizable del río Congo.
En 1886 realizó una investigación etnográfica y geográfica en la isla de Fernando Poo. De regreso a Europa, obtuvo su doctorado en filosofía en la Universidad de Leipzig, en 1888, con una monografía sobre esta isla.

### Expediciones al África Oriental Alemana
Baumann es conocido especialmente por su exploración del interior del África Oriental Alemana, los actuales Tanzania, Ruanda y Burundi, y la confección de mapas de la región. En 1888 exploró la región de Usambara con el geógrafo Hans Meyer, con la idea de continuar hacia el Monte Kilimanjaro. Sin embargo, su avance se vio detenido debido a la llamada «Rebelión de Abushiri» (1888-1889). Baumann y Meyer fueron capturados y mantenidos como prisioneros, y sólo después de que se pagara un gran rescate al líder rebelde abushiri Salim Ibn al-Harthi los dos hombres fueron puestos en libertad. Los registros cartográficos y etnológicos elaborados por Baumann fueron posteriormente utilizados para el desarrollo económico de estas regiones.
En 1889, Baumann regresó a Montenegro y cartografió la cordillera central del país.
En enero de 1890, Baumann completó la exploración de Usambara en nombre de la Compañía Alemana de África Oriental y luego viajó a través de las montañas Pare hasta el Kilimanjaro y el norte de Useguha. Realizó también estudios preliminares para la proyectada conexión ferroviaria Tanga-Korogwe.
Después de regresar a Europa en diciembre de 1890, volvió al África Oriental en 1891, en representación del Comité Antiesclavista. La misión más célebre de Baumann fue la llamada «Expedición Masai», realizada de 1892 a 1893 e integrada por cerca de doscientos miembros, y que le llevó hasta el lago Victoria y el lago Tanganica. En esta expedición, Baumann realizó levantamientos cartográficos y fue el primer europeo en visitar el lago Eyasi, el lago Manyara y el cráter del Ngorongoro. También fue el primer europeo en entrar en los reinos poco explorados de Ruanda y Burundi. El principal resultado de la expedición fue el registro cartográfico de la estepa masai y de la región interlacustre.  
En 1893, Baumann fue también el primer europeo en llegar a la fuente del Nilo Kagera en Luvironza, que corresponde a la fuente actual del Nilo. Sin embargo, la determinación geográfica exacta de esta fuente del Nilo no fue realizada hasta 1937 por el alemán Burkhart Waldecker. En febrero de 1893, Baumann llegó nuevamente a la costa oriental africana.
Como resultado de su viaje, escribió en 1894 un libro titulado Durch Massailand zur Nilquelle  [Por Massailand hasta la fuente del Nilo].

### Últimos años

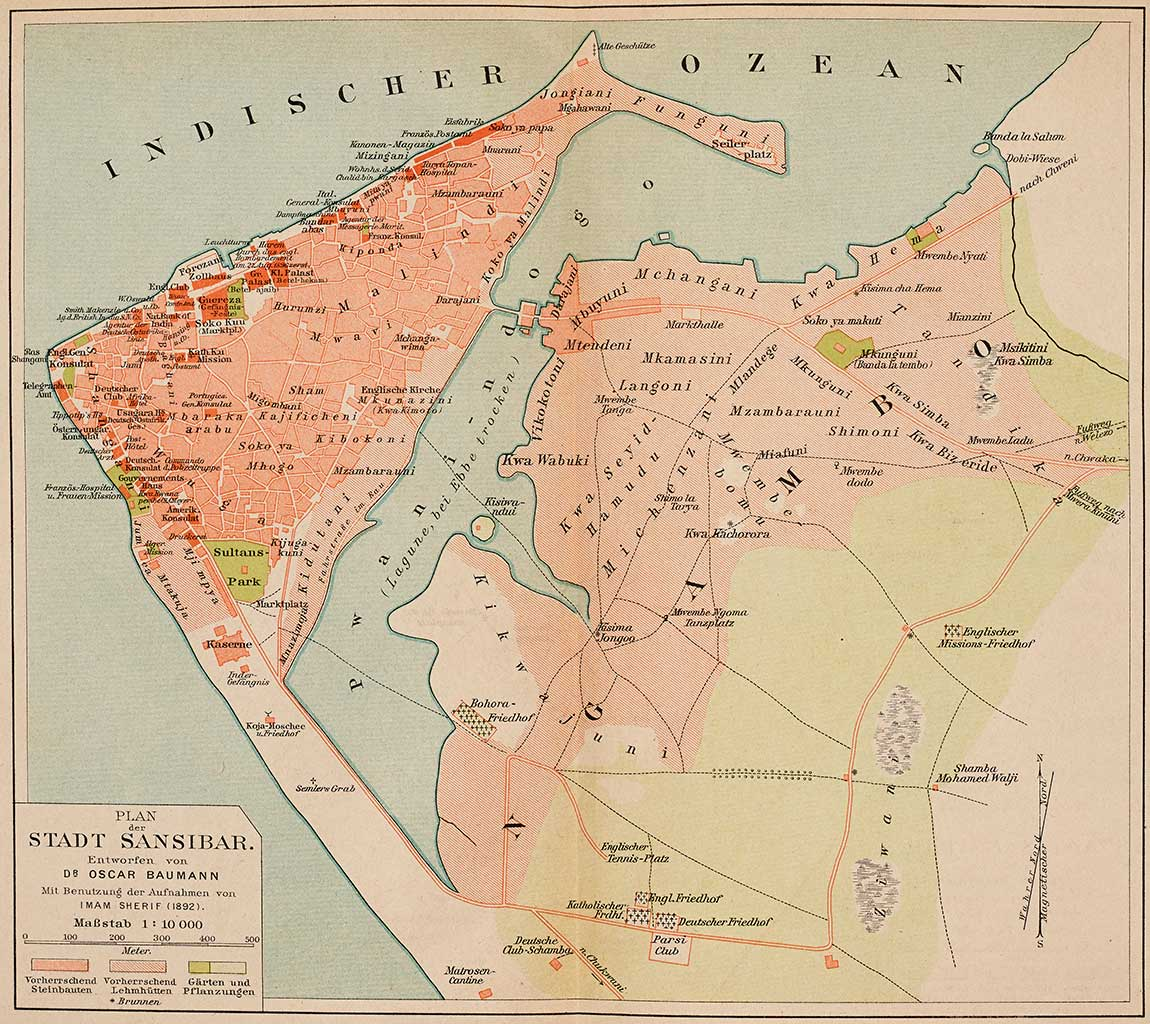
Mapa de Zanzíbar elaborado por Oscar Baumann

En 1895 viajó a África Oriental en nombre del sindicato azucarero y registró los tramos inferiores del río Pangani hasta sus cataratas. Baumann fue nombrado en 1896 cónsul del Imperio Austro-Húngaro en Zanzíbar. Sin embargo, tres años después debió regresar a Austria a causa de una enfermedad infecciosa, falleciendo a la edad de 35 años. Fue enterrado en una cripta en el cementerio municipal de Salzburgo.  
En el Museo de Etnología de Viena se conservan cerca de tres mil quinientos artefactos que Baumann trajo de sus viajes africanos. Estos incluyen armas, herramientas, joyas e instrumentos musicales.